# Cursa de carros

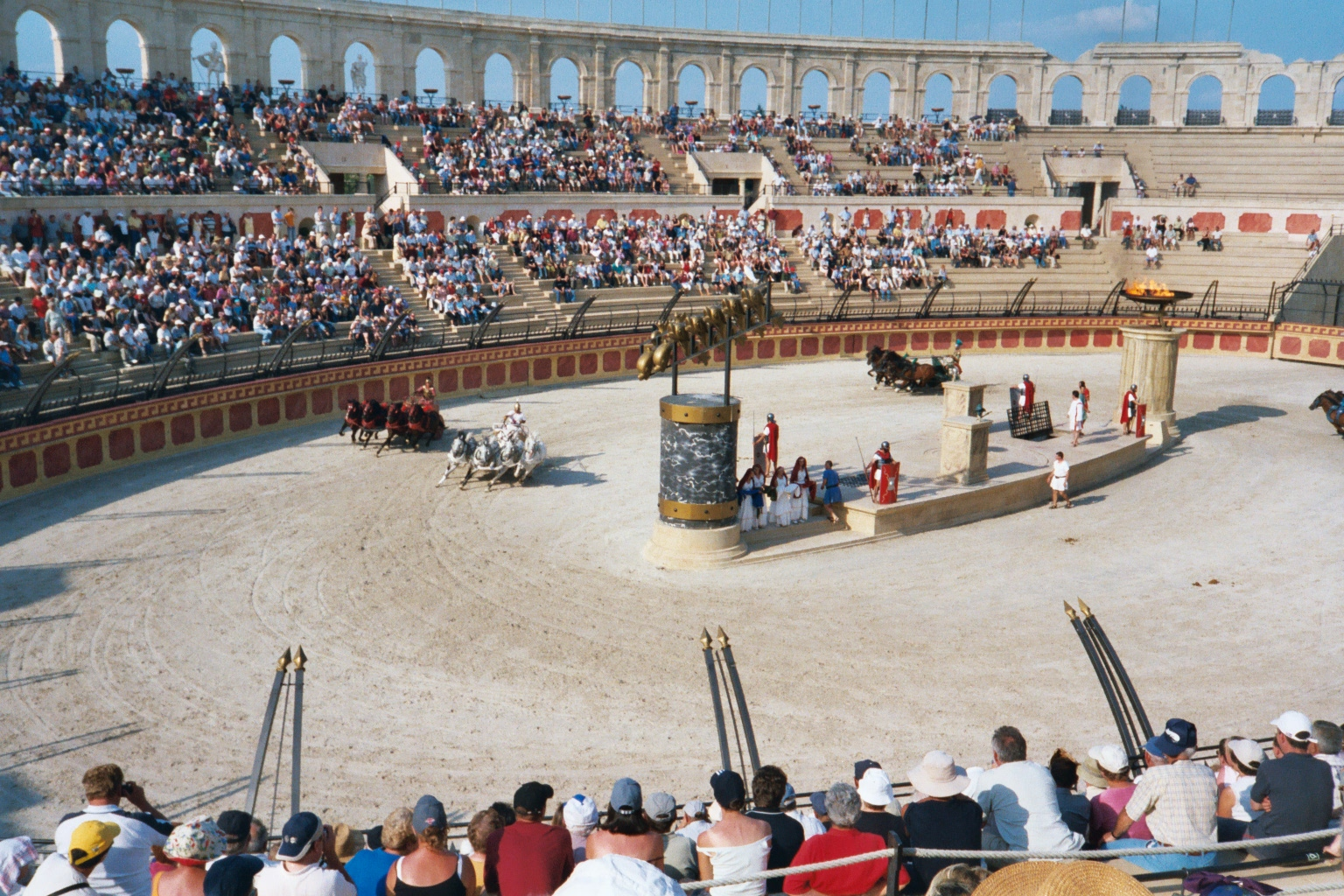
Recreació d'una cursa de carros romana

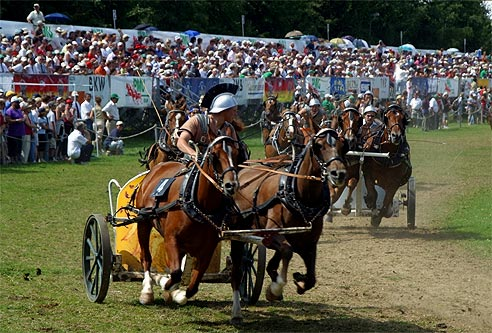
Recreació d'una cursa romana amb dos cavalls (bigae)

Les curses de carros van ser un dels espectacles més populars de l'antiga Grècia (grec antic: ἁρματοδρομία, harmatodromia) i de l'Imperi Romà (ludi circenses). Solien ser perilloses tant per als aurigues com per als mateixos cavalls, que sovint patien serioses lesions o fins i tot morien. Generava un fort entusiasme entre els espectadors. Els romans van crear diferents faccions entre els seguidors que donaven suport als equips patrocinadors. De vegades la rivalitat entre les faccions podia traslladar-se als carrers. A l'Imperi Romà d'Orient les cuses de carros es van fer servir d'excusa per expressar reclamacions polítiques per part dels assistents. Finalment els aldarulls causats, juntament amb l'alt cost, les van fer insostenibles i es van haver de suprimir. La darrera cursa que es va fer al Circ Màxim de Roma va ser l'any 549.

## Primeres curses de carros

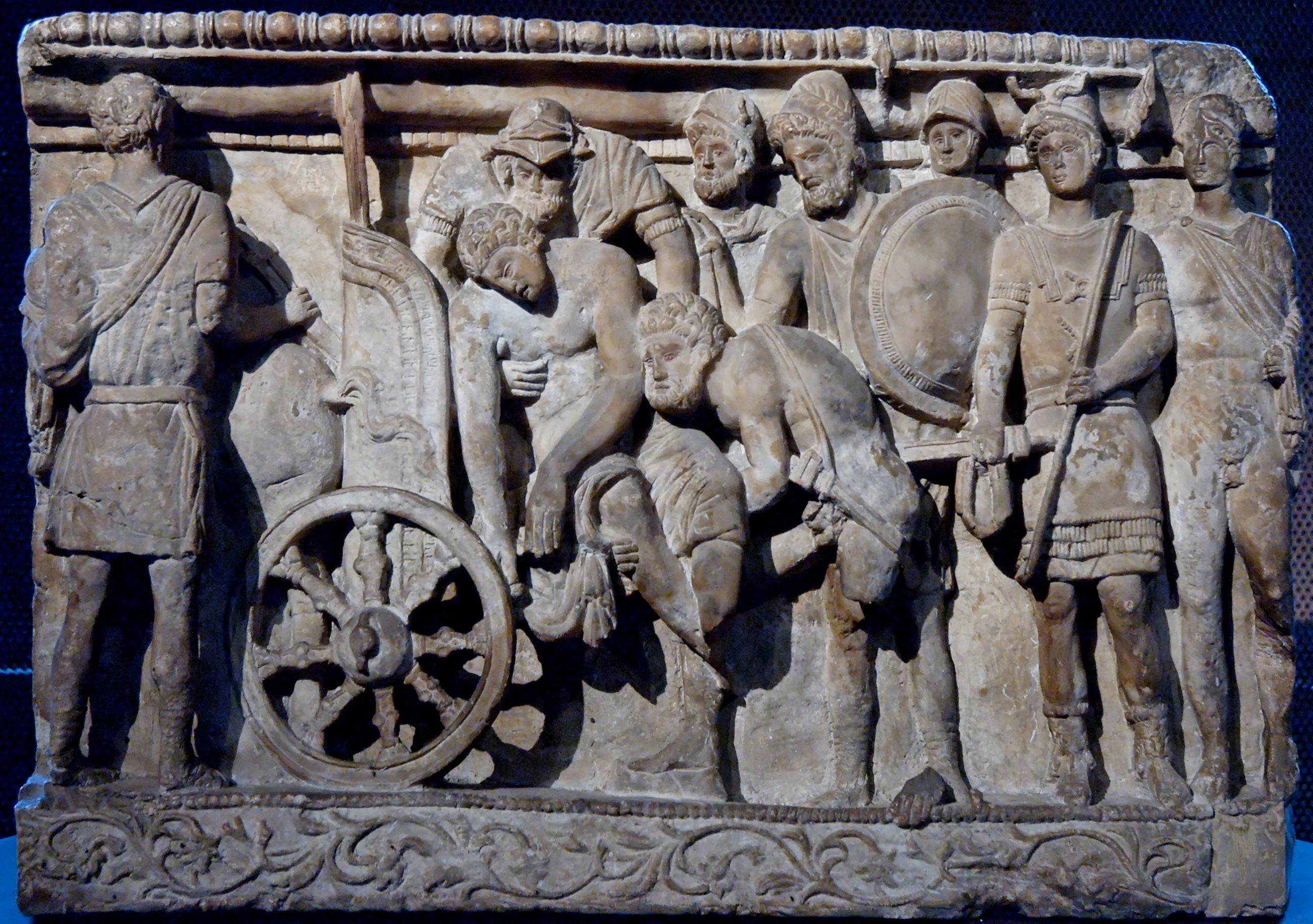
Menelau i Meríones sostenen el cadàver de Pàtrocle, en un carro.

Es desconeix quan van començar a fer-se curses de carros, però podrien ser tan antigues com els mateixos carros. Se sap que aquestes curses ja van existir en el món micènic, perquè s'han trobat proves artístiques d'aquest esport (segle xiii aC) en la ceràmica d'aquesta civilització. No obstant això, la primera referència literària a les curses de carros és la descrita per Homer en el llibre de la Ilíada, quan descriu els jocs fúnebres de Pàtrocle. Els participants d'aquella cursa van ser Diomedes, Eumel de Corint, Antíloc, Menelau i Meríones. La cursa va consistir a fer una volta girant al voltant de la soca d'un arbre i la va guanyar Diomedes, el qual va rebre una esclava i un calder com a premi. També es diu que l'esdeveniment que va originar la fundació dels Jocs Olímpics va ser una cursa de carros, segons la llegenda, el rei Enòmau desafiava els pretendents de la seva filla Hipodamia a una cursa de vida o mort, si el pretendent vencia al pare es podia casar amb la filla, però si no li tallaven el cap i el penjaven de les columnes del palau. Pèlops, el participant que va guanyar el repte, va fundar uns jocs anuals, en els quals no hi havia càstig per als derrotats.

## Curses de carros a Grècia

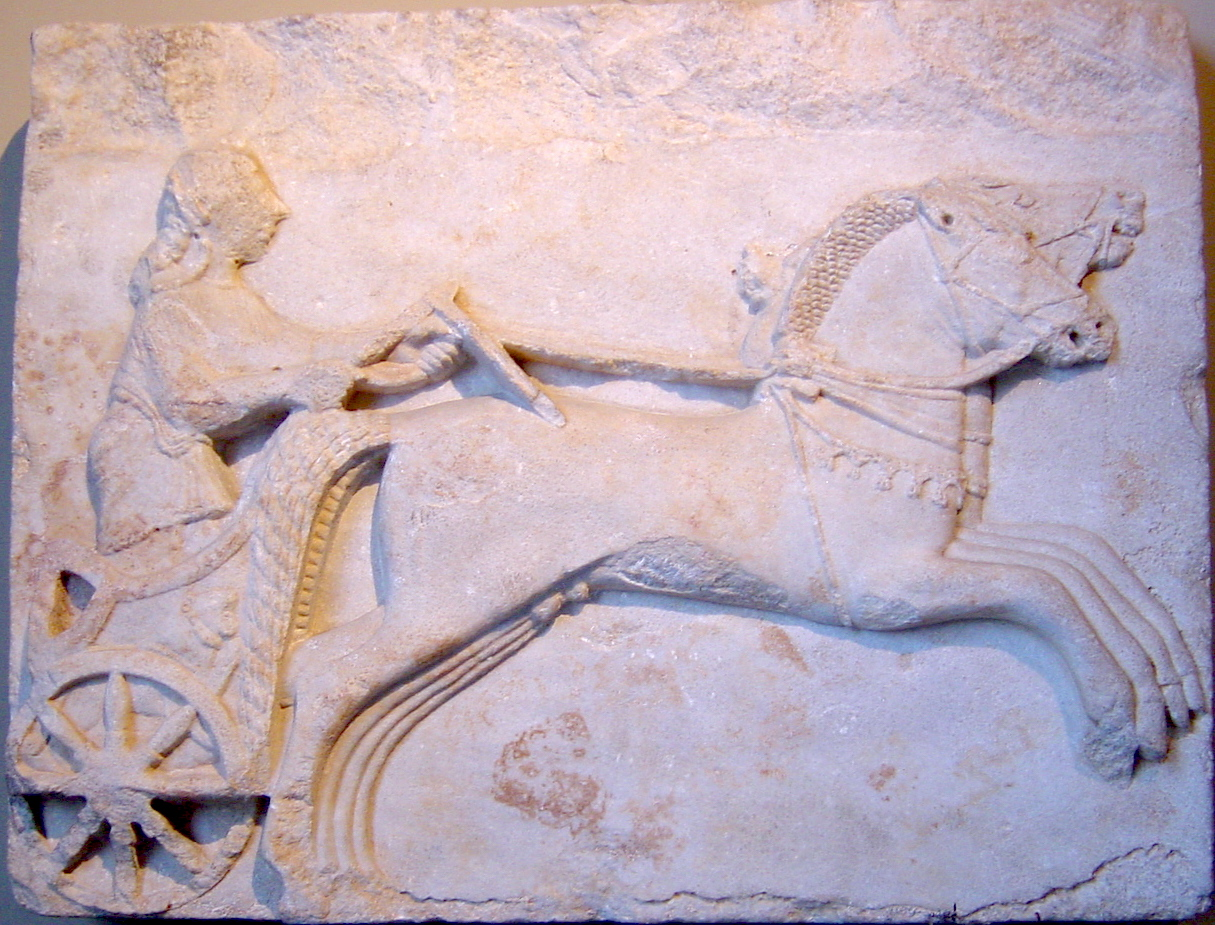
Auriga grec. Baix relleu de l'últim quart del procedent de Cízic, Museu Arqueològic d'Istanbul.

Als Jocs Olímpics Antics, igual que als Jocs Panhel·lènics, es feien curses de carros (ἁρματοδρομία harmatodromia) amb quatre cavalls (tethrippon) i també amb dos cavalls (synoris). Les curses de carros, malgrat el que diu la llegenda de Pèlops, es van incorporar per primera vegada als Jocs Olímpics l'any 680 aC, els quals ja s'havien fundat amb anterioritat. Aquestes curses començaven amb una processó per l'hipòdrom, durant la qual un herald recitava els noms dels aurigues i dels seus amos.
L'hipòdrom d'Olímpia tenia prop de 549 metres de llarg i 275 m d'ample, i hi podien competir fins a 60 carros al mateix temps, encara que en la pràctica el nombre probablement era molt més baix. Estava situat sota un turó a la vora d'un cabalós riu que proporcionava un lloc perfecte per allotjar fins a uns 10.000 espectadors. La tethrippon consistia en dotze voltes al voltant de l'hipòdrom i la zona de gir quedava determinada per un pal situat a cada un dels dos extrems (embolon). Es feien servir dispositius mecànics, com ara portes (ὕσπληγγες hyspleges, en singular hysplex) que s'obrien cap a baix totes alhora per mitjà d'un automatisme permetent així una sortida dels carros en igualtat de condicions. Segons Pausànias, aquestes portes eren un invent de l'arquitecte Kleoitas. Els carros se situaven esglaonadament de manera que els carros en a una posició exterior del circuit estaven una mica més avançats que els situats a la part interior. Això era així perquè, com les carreres se celebraven en un circuit tancat, d'aquesta manera tots els carros tenien un recorregut de la mateixa longitud. Altres dispositius mecànics eren els coneguts com l'"àguila" i el "dofí", que eren aixecats per indicar el començament de la competició i es baixaven durant la carrera per assenyalar el nombre de voltes restants. Aquests dispositius eren probablement talles de bronze que representaven aquests animals, instal·lats als pals de la línia de sortida.
Al contrari que en altres esdeveniments olímpics, els participants de les curses de carros no anaven nus, a causa probablement de la pols aixecada pels cavalls i els carros i a la possibilitat de caigudes sagnants. Aquests participants portaven una peça de roba anomenada xystis, la qual arribava fins als turmells i estava subjectada per sobre de la cintura amb una simple corretja. Dos tirants que es creuaven en la part superior i inferior impedien que els xystis s'aixequessin durant la competició. Igual que els genets moderns, els aurigues eren elegits per la seva lleugeresa física, però també calia que fossin alts, de manera que normalment es tractava d'adolescents.
Els carros de competició eren en realitat carros de guerra modificats, fets principalment de fusta i amb una obertura a la part posterior; tot i que quan les curses de carros es van posar de moda els carros ja no solien usar-se en les batalles. Com el carro es recolzava sobre un sol eix, el vehicle trontollava bastant. La part més important de la cursa, almenys per als espectadors, era l'angle de gir tan tancat que els carros havien de donar en els extrems de l'hipòdrom, els quals eren molt perillosos i sovint mortals. Si un carro no havia estat envestit per un adversari abans del gir, els altres participants podien fer-ho bolcar o estavellar mentre realitzaven junts aquest gir. De fet, córrer cap a un adversari era tècnicament il·legal, encara que no sempre es podia evitar (en els jocs fúnebres de Pàtrocle, Antíloc (fill de Nèstor) va fer estavellar d'aquesta manera a Menelau) i, de totes maneres, era molt probable que aquests impactes succeïssin per accident.

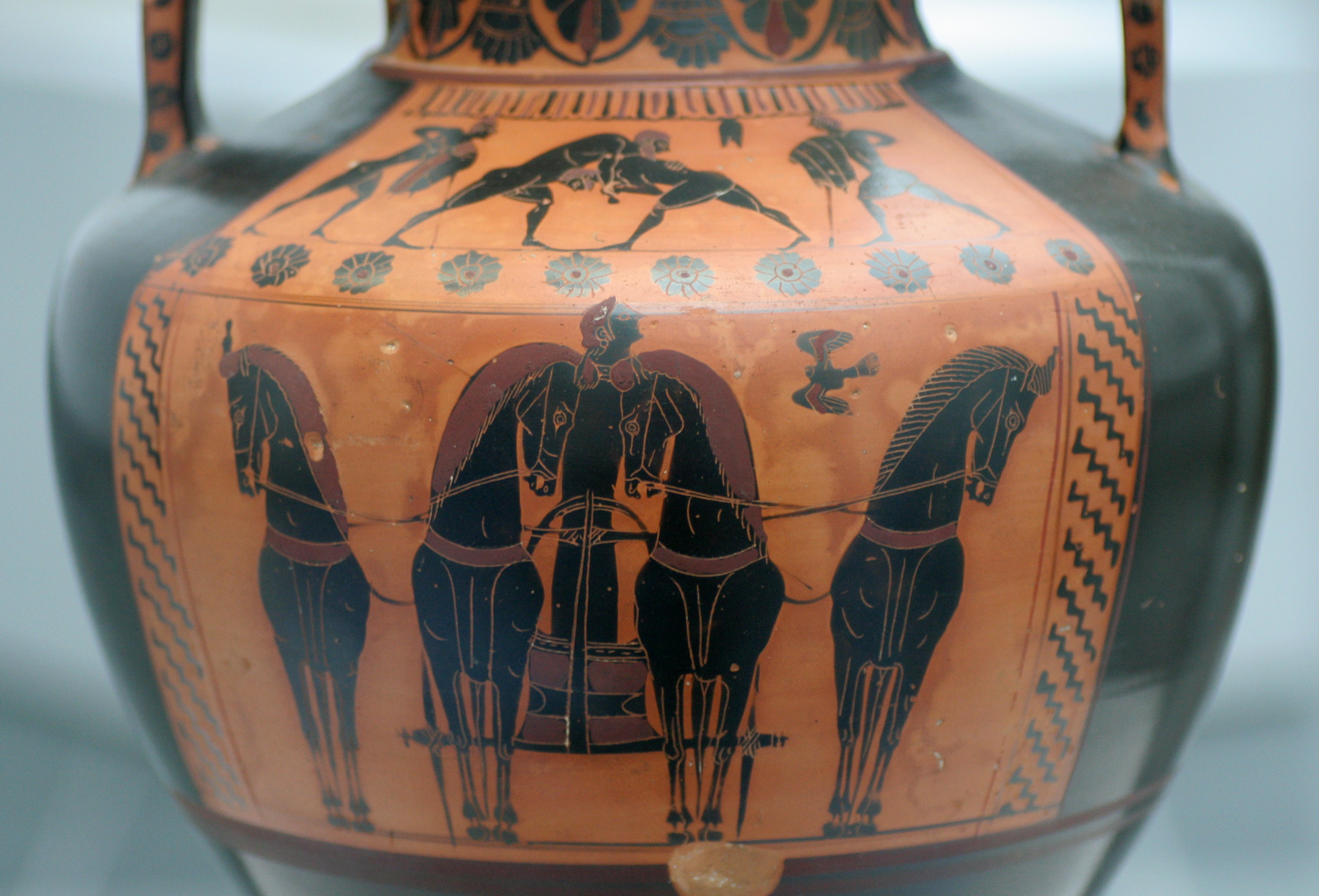
Quadriga grega. Detall d'una àmfora de la Gliptoteca de Múnic.

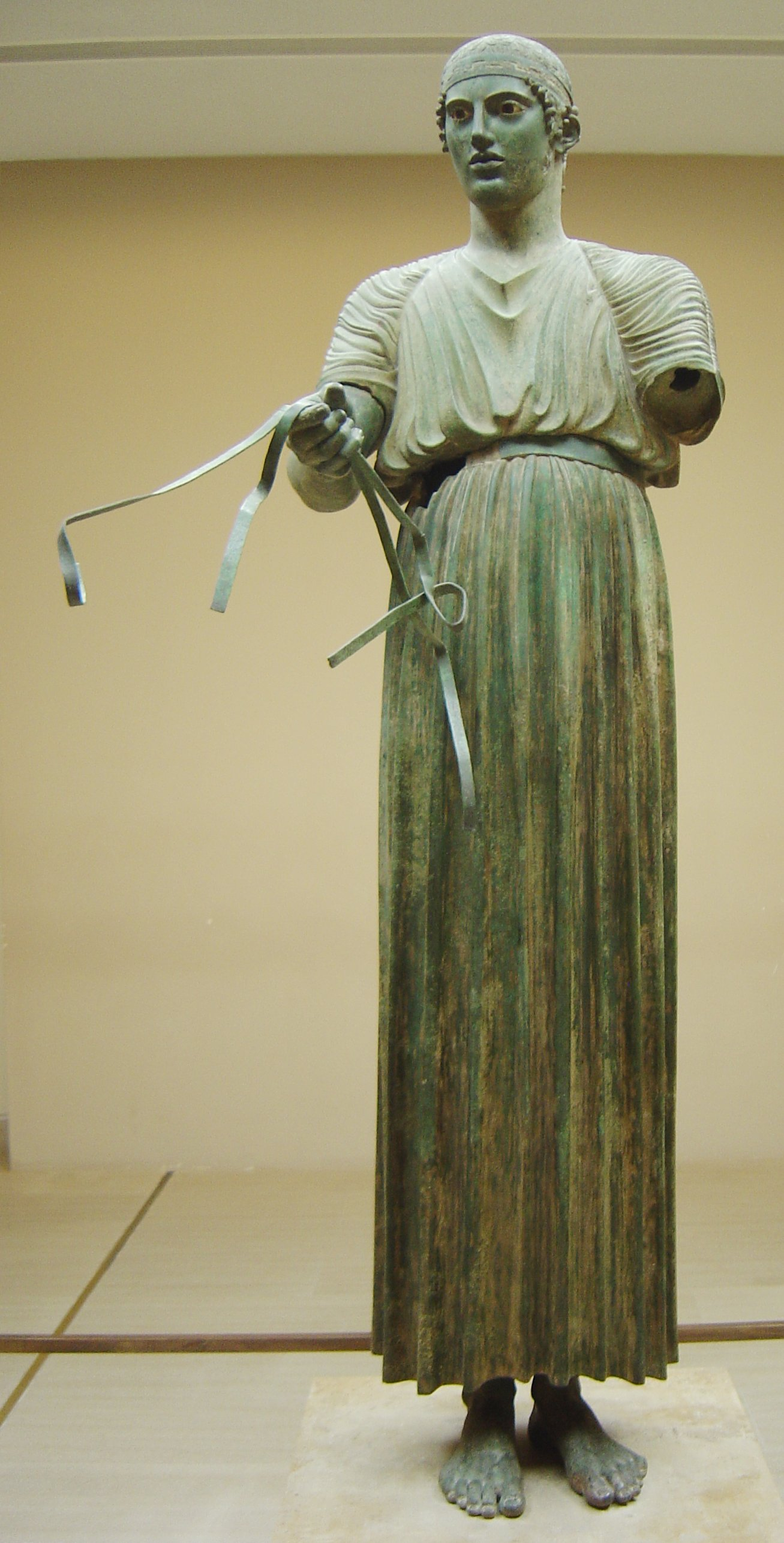
L'auriga de Delfos és una de les estàtues més famoses de les conegudes de l'antiga Grècia. Igual que els genets moderns, els participants de les curses eren triats per la seva lleugeresa.

Les curses de carros no eren tan prestigioses com la cursa d'atletes (stadion), però eren més importants que altres esdeveniments eqüestres, com ara les carreres de cavall i genet, què van ser eliminades aviat dels Jocs Olímpics. En els temps micènics, el portador del carro i l'amo podien haver estat la mateixa persona i, per tant, el participant era qui guanyava el premi. No obstant això, en l'època dels Jocs panhel·lènics, els conductors normalment eren esclaus i el premi li era concedit a l'amo. Hi ha exemples que demostren això, com quan l'any 416 aC, Alcibíades (general atenenc), va participar en la cursa amb set carros i va guanyar el primer, segon i quart premi; òbviament ell no hauria pogut conduir els set carros. Un altre cas és el d'Arcesilau IV, rei de Cirene, qui va guanyar la cursa en els Jocs Pítics del 462 aC quan el seu esclau va ser l'únic en finalitzar la carrera. Filip II de Macedònia també va vèncer en una cursa de carros olímpica en un intent per provar que ell no era un bàrbar, encara que si ell mateix hagués conduït el carro, l'haguessin considerat fins i tot pitjor que a un bàrbar. No obstant això, el poeta Píndar va elogiar Heròdot de Tebes per conduir el seu propi carro. Les dones també podien guanyar les curses, tot i que no podien participar ni ser espectadores dels jocs. Això ocorria rarament, però un exemple notable és el de l'espartana Cinisca, filla d'Arquidam II, qui va guanyar dues vegades en una competició. Les curses de carros eren una manera de demostrar en els jocs la prosperitat dels grecs.
Les curses de carros eren un dels esdeveniments més destacats de les festes de l'àtica, a la Panatenea celebrada a Atenes. En aquests jocs, els vencedors de les curses amb quadrigues guanyaven 140 àmfores d'oli d'oliva, un premi extremadament costós i més oli del que l'atleta necessitaria en tota la seva vida. Probablement, la major part era venuda a altres atletes. Hi havia una altra forma de curses en els Panatenees coneguda com l'apobotai i l'anabotai. L'anabotai consistia a saltar per un lateral del carro mentre aquest estava corrent, i l'apobotai implicava saltar novament dins del carro després de córrer darrere seu. En aquestes curses hi havia un segon auriga que sostenia les regnes mentre l'altre conductor saltava, però per descomptat cap d'ells era considerat el guanyador. Guanyava l'amo del primer carro a travessar la línia de meta, però no importava si el conductor estava dins o fora del carro. Si el conductor s'estavellava, i encara podia córrer, guanyava si creuava la meta a peu. En aquesta especialitat el premi del guanyador consistia en una armadura. Alguns autors creuen que la cursa amb saltadors era una reminiscència de les habilitats requerides per ser guerrer en els temps Homèrics.
La pràctica de curses amb carros es va estendre per tota l'Àsia Menor i la Magna Grècia. A banda del jocs olímpics i els Panatenea d'Atenes, altres competicions importants eren: els Jocs ístmics celebrats a Corint, els Jocs Nemeus celebrats a Nemea, Jocs Pítics disputats al santuari de Delfos. Altres no tant importants eren els de: Eleusis on el premi consistia en sacs de cereal, Argos on el guanyador obtenia un escut de bronze i els de Marató on es donaven gerres de plata.

## Curses de carros a Roma
Aquests espectacles es van introduir a Roma a través dels etruscs, els quals els van importar dels grecs. Tanmateix, els romans també van estar influenciats directament pels grecs, sobretot després de la conquesta del territori grec el 146 dC
Segons una llegenda romana, Ròmul va celebrar una cursa de cavalls just després de fundar Roma, el 753 aC, com a estratègia per distreure els sabins. Així, mentre els sabins es delectaven amb l'espectacle, Ròmul i els seus homes van agafar i van raptar les seves dones. Aquest fet es coneix comunament com el "Rapte de les sabines".
A l'antiga Roma, el lloc més important on se celebraven les curses de cavalls era el Circ Màxim, localitzat entre el turó Palatí i el turó Aventí, que podia albergar un públic de 250.000 persones. Aquest circ datava probablement de l'època etrusca, encara que al voltant de l'any 50 aC va ser reconstruït per Juli Cèsar tenint aproximadament una longitud de 600 m i una amplada de 225 m. Un dels extrems de la pista era més obert que l'altre, en aquest extrem és on els carros feien cua per començar la cursa. Els romans utilitzaven una sèrie de portes conegudes com a carceres, equivalents a les hysplex gregues. Igual que les hysplex, anaven esglaonades. Les carceres estaven aixecades a l'extrem angulós de la pista i els carros es posaven darrere de les portes, les quals s'obrien per un ressort. Quan els carros estaven preparats, l'emperador (o qualsevol que fos l'amfitrió, en cas de no celebrar-se a Roma) tirava un drap conegut amb el nom de mappa per indicar d'aquesta manera el començament de la competició. Les portes s'obririen ràpidament de manera que, en començar al mateix temps, la cursa fos més justa.
La principal diferència amb les curses gregues era que els romans van afegir una separació entre les pistes anomenat spina. Un cop iniciada la cursa, els carros podien avançar entre si per intentar provocar que els seus oponents s'estavellessin contra les spinae (en singular spina). Les spinae tenien unes peces de marbre en forma d'ous i es feien servir de manera semblant als dofins de les curses gregues, deixant caure un per cada volta completada en un canal d'aigua que corria al llarg de la vora de les spinae. Al final de l'època romana, la forma de la spina era molt més elaborada, amb escultures, obeliscs i altres formes d'art, de manera que sovint els espectadors de les fileres més baixes no podien veure els carros quan estaven a l'altre costat (encara que precisament semblava estar fet amb aquesta idea, fent la cursa més emocionant). A cada extrem de la spina calia donar la volta als pals (metae, en singular meta), provocant espectaculars impactes en aquesta zona, igual que en les curses gregues. Als impactes en els quals es destruïa el carro i l'auriga o els cavalls quedaven incapacitats se'ls anomenava naufragium(«naufragi»). Els espectadors també podien contribuir a la caiguda o al trencament dels carros, s'han trobat proves del llançament d'amulets amb tatxes i claus per a fer perdre els adversaris del favorit.

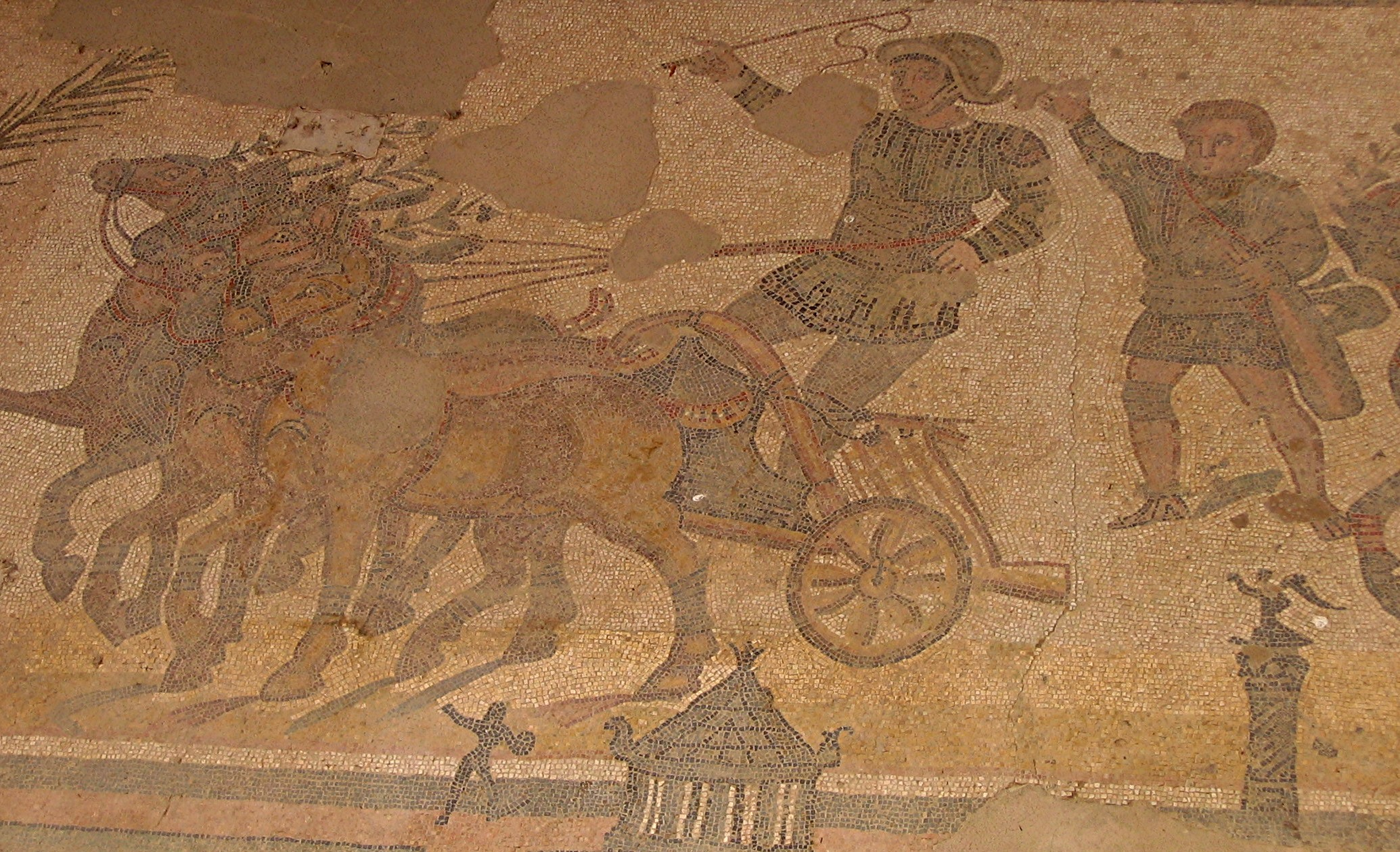
Cursa de cavalls representada en un mosaic romà del gimnàs de la vil·la romana del Casale, Piazza Armerina, Sicília. Segle -

Les curses eren essencialment iguals a les seves homòlogues gregues, encara que es feien molt més sovint. Durant el segle iv es van arribar a fer vint-i-quatre en un sol dia i fins a 66 a l'any. No obstant això, una cursa consistia en només 7 voltes (i més tard va passar a ser 5 voltes, de manera que fins i tot podien celebrar més curses per dia) en lloc de les 12 voltes de les curses gregues. L'estil romà també estava més orientat als diners: els aurigues eren professionals i, a més, era molt habitual fer apostes entre els espectadors. Hi havia curses amb carros de quatre cavalls (quadrigae) i amb carros de dos cavalls (bigae), encara que les de quatre cavalls eren les més importants. En rars casos, si el conductor volia demostrar la seva habilitat, es podien utilitzar fins a 10 cavalls, encara que això no era gens pràctic. A més, els conductors romans, al contrari que els grecs, utilitzaven casc i equips de protecció i s'embolicaven les regnes a la cintura, mentre que els grecs les sostenien a les mans. A causa d'això, en cas d'estavellar-se, els romans no podrien deixar anar les regnes, de manera que serien arrossegats al voltant del circ fins que aconseguissin deixar-se anar o morissin. Com a conseqüència portaven un ganivet per poder alliberar-se en aquestes situacions. La millor i més famosa reconstrucció d'una carrera de carros romana es pot veure a la pel·lícula Ben Hur, si bé és inexacta en alguns detalls.
Una altra diferència important era que els conductors, els aurigae, eren considerats guanyadors al contrari que en les carreres gregues, tot i que en ambdós casos els conductors eren esclaus. A més rebien una corona de fulles de llorer i probablement una mica de diners. D'aquesta manera, si guanyaven suficients carreres podien comprar la seva llibertat. Els aurigues eren cèlebres a tot l'imperi simplement sobrevivint, ja que l'esperança de vida d'un portador de carros no era gaire alta. Una d'aquestes celebritats va ser Scorpus, qui va guanyar a prop de 2.000 curses abans de morir, als 27 anys, en una col·lisió. Però el més famós de tots va ser Gaius Appuleius Diocles per guanyar 1.462 curses d'un total de 4.257 competicions. Quan Diocles es va retirar als 42 anys després de 24 anys de dedicació, havia aconseguit 35.863.120 sestercis, l'esportista més ben pagat de la història. Els cavalls també podien convertir-se en celebritats, encara que la seva esperança de vida era tanmateix molt baixa. Els romans guardaven detalls estadístics dels noms, races i pedigrí dels cavalls més famosos.

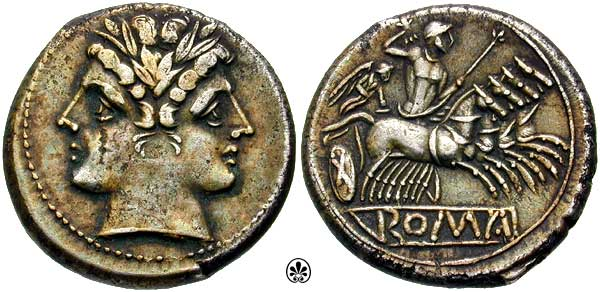
Moneda que mostra la doble cara de Janus i a Júpiter en una quadriga conduïda per Victoria. 225-212 aC

Els rics podien pagar per les localitats situades a l'ombra i on la vista era millor, i probablement passaven igualment molt de temps apostant sobre les curses. Hi havia seients no tan bons però gratuïts per als pobres. El palau de l'emperador estava situat prop de l'hipòdrom i podia anar per un passadís a un seient especial per a ell anomenat pulvinar. Aquesta era una de les poques oportunitats que tenia el poble per veure el seu líder. Juli Cèsar solia assistir als jocs precisament perquè el públic pogués veure'l, encara que no semblava estar molt interessat, ja que normalment es portava alguna cosa per llegir. Pel que sembla també portava paperassa al teatre, si bé això no el va fer molt popular.
Neró va estar molt interessat en les curses fins a l'extrem d'evadir-se de la resta d'assumptes. Ell mateix va ser conductor i va guanyar una cursa en els Jocs Olímpics, que encara eren portats a terme quan Grècia va passar a ser província romana. Sota el govern de Neró van començar a desenvolupar-se les més importants faccions de les carreres: els Vermells, els Blaus, els Verds i els Blancs i els conductors havien de vestir la roba del color de la facció a la qual pertanyia. Aquestes faccions ja havien existit abans de Neró, probablement com a amics i patrons dels diversos estables que produïen els cavalls de competició. Neró, però, els va subvencionar. Cada equip podria tenir fins a tres carros en cada carrera. Els membres d'un mateix equip sovint col·laboraven entre si, per exemple, per forçar els adversaris a estavellar-se contra la spina (una tàctica legal i fomentada). Els aurigues podien canviar d'equip, igual que avui en dia quan diversos equips s'intercanvien atletes.
Segons Tertul·lià, originalment hi havia només dues faccions: els Blancs i els Vermells consagrats a l'hivern i a l'estiu, respectivament. A principis del segle iii, va escriure que els Vermells estaven dedicats a Mart, els Blancs als vents Zèfirs, els Verds a la Mare Natura i els Blaus al cel i al mar o a la tardor. L'emperador Domicià va crear dues noves faccions: els Morats i els Daurats, els quals van deixar d'existir poc després de la seva mort. A finals del segle iii, només els Blaus i els Verds tenien alguna importància.
Hi va haver altres circs als territoris de l'imperi romà. El Circ de Maxenci fou un altre lloc important on es feien aquestes competicions i va ser construït a començaments del s. IV aC als afores de la ciutat de Roma, a prop de la Via Àpia. També van haver circs destacats a Alexandria i a Antioquia, més els quatre que Herodes el Gran va fer construir a Judea. L'afició va arribar fins i tot a l'extrem nord de l'imperi, uns treballs arqueològics duts a terme a Essex han desvetllat l'estructura del primer circ conegut a la Britànnia. Al segle iv, Constantí I va fer construir un circ a la seva nova capital, Constantinoble.

## Cursa de carros a l'Imperi Romà d'Orient

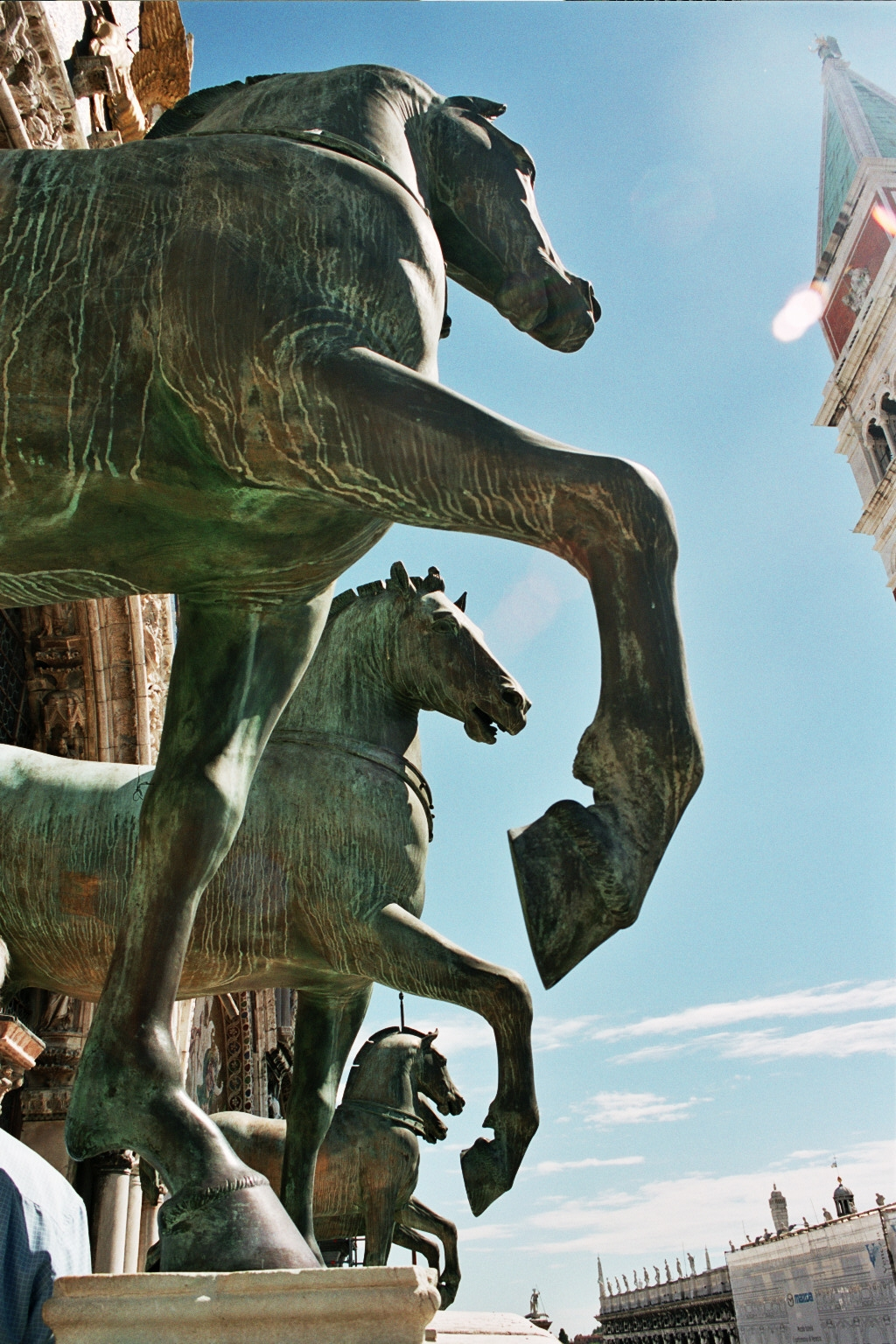
Escultura que representa una quadriga. Detall de la Basílica de Sant Marc, procedent de l'hipòdrom de Constantinoble.

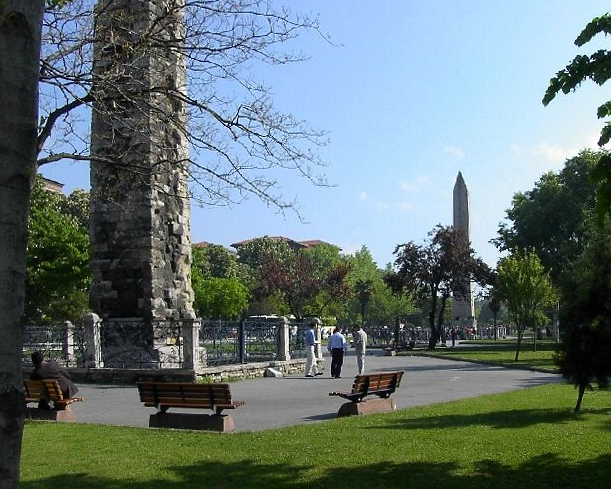
Obeliscs delimitant els extrems de la pista, a l'hipòdrom de Constantinoble

Com molts altres aspectes del món romà, les curses de carros van continuar a l'Imperi Romà d'Orient. Els romans d'Orient no portaven tants registres i estadístiques com els seus predecessors de l'antiguitat, però el que sí que van fer va ser dedicar epigrames en vers als aurigues més famosos, que eren: Anastasi, Julià de Tir, Faustí, fill e l'anterior, Constantí, Urani i Porfiri. Constantí preferia les curses de carros als combats de gladiadors, ja que els considerava un vestigi del paganisme. L'any 394 els Jocs Olímpics van ser finalment suprimits a causa de la devoció cristiana de l'emperador Teodosi I el Gran, en un intent per eliminar el paganisme i promoure el cristianisme. Mentrestant, les curses van seguir sent bastant populars. Es va construir una connexió entre l'hipòdrom de Constantinoble i el palau de l'emperador que estava al costat de l'església de Santa Sofia, permetent als espectadors veure l'emperador, tal com era el costum de Roma.
No hi ha moltes proves que a l'Imperi Romà les carreres estiguessin sotmeses a queixes, però si que va passar a Constantinoble on el públic aprofitava la presència de l'emperador per expressar a crits protestes o exigint canvis polítics i sembla que, de vegades funcionava, ja que alguns emperadors es van sentir obligats a fer concessions. La reforma del codi legal de Justinià I prohibia als aurigues dir insults als seus oponents, però en aquesta llei no s'esmentava res sobre amenaces o fer trampes durant la competició. Usar els colors de l'equip preferit va acabar sent un important aspecte de la roba dels ciutadans romans. En aquelles terres es van conservar les faccions de les curses romanes, encara que llavors ja només eren importants els Blaus i els Verds. Un dels aurigues més famosos va ser Porfiri, que va ser membre tant dels Blaus com dels Verds en diverses ocasions durant el segle v. Ara, però, ja no eren simples grups d'animadors, sinó que també van guanyar influència dins l'àmbit militar, polític i teològic, per exemple, els Verds tendien al monofisisme mentre que els Blaus romanien en l'ortodòxia També es van convertir en alguna cosa semblant a les actuals bandes de carrer, sent responsables de robatoris i assassinats. Encara que havien causat aldarulls des del regnat de Neró, els disturbis van abastar tot el segle v i van culminar l'any 532, durant el regnat de Justinià I, en la revolta de la Nika, que van causar l'arrest i assassinat d'alguns dels seus membres. Des d'aquest incident, la popularitat de les curses de carros va anar baixant, però en tot cas tampoc hi havia voluntat per continuar fent-ne, ja que havien arribat a ser massa costoses de mantenir, tant per als equips com per als emperadors.
Al segle ix, els Blancs s'havien unit als Blaus, i els Vermells amb els Verds, i els dos grups units van deixar de ser finançats pels amos de les quadrigues per a passar a ser finançats amb diner públic i llavors es van constituir en milícies municipals, incorporats d'aquesta manera a l'enorme jerarquia de l'Imperi Romà d'Orient.
L'hipòdrom de Constantinoble va seguir sent un santuari per als emperadors, fins que el 1204 va ser saquejat durant la Quarta Croada. Durant el saqueig, els croats es van dur quatre estàtues de bronze de l'època de Constantí el Gran que representaven una quadriga. Actualment, aquestes estàtues es conserven a la Basílica de Sant Marc de Venècia i són conegudes com els cavalls de Sant Marc.